# 北赫利 (新墨西哥州)
北赫利（英語：North Hurley）是位於美國新墨西哥州格蘭特縣的普查規定居民點。

## 人口
根據2020年美國人口普查的數據，北赫利的面積為3.95平方千米，皆為陸地。當地共有人口242人，而人口密度為每平方千米61.27人。